# Su-27 Flanker (jeu vidéo)
Su-27 Flanker est un jeu vidéo de simulation de vol développé par Eagle Dynamics et publié par Strategic Simulations en 1995. Le jeu se déroule en Crimée et permet au joueur de piloter l’avion de chasse Soukhoï Su-27 Flanker au cours de combats aériens ou dans des missions contre des cibles au sol. Le jeu a bénéficié d’une extension, baptisée Su-27 Flanker Mission Disk, incluant 150 nouvelles missions et un mode multijoueur. Il a fait l’objet d’une édition spéciale, baptisée Su-27 Flanker: Squadron Commander's Edition et publiée en 1997, qui inclut le jeu original et son extension. Il a également bénéficié d’une suite baptisée Flanker 2.0 et publiée en 1999.

## Accueil
| Su-27 Flanker         |      |       |
| Média                 | Pays | Notes |
| Computer Gaming World | US   | 4/5   |
| GameSpot              | US   | 77 %  |
| Joystick              | FR   | 90 %  |
| PC Gamer US           | US   | 78 %  |